# 朱見潚
荊王朱見潚（1448年—1492年），是荊靖王朱祁鎬之嫡第一子，明朝第三代荊王。天順八年（1464年），他嗣位荊王。
父王朱祁鎬有三子，其中他和見溥同母，生母魏妃因偏袒朱见溥而被囚禁，並於成化十年（1474）七月病卒。但朱见潚仍視朱见溥為其王位的威脅，於是便將之锤杀，並與其王妃何氏通姦。后又与堂弟都昌王朱见潭的妻子茆氏通奸未果，于是他又以土石麻袋殺死了见潭，才与茆氏通奸。后又将镇国将军朱见滏、朱见淲关押起来，断其饭食，导致他们饿死。还常常召集恶少年骚扰民众，掠夺婦女。
庶弟朱见澋企圖告发其罪，被囚禁。見潚还诬陷见澋和永安王朱荣澹企圖發動叛亂，皇帝派人调查卻無此事，朱见澋方才告发朱見潚与長子朱祐柄等造反。弘治五年（1492年），見潚因作惡多端赐自尽。子女荊世子朱祐柄等人廢為庶人，遷置武昌。
兩年後，以侄子都梁王朱祐橺受封荊王，以延荊國的國祚。
据史料记载，朱见潚有朱祐柄、朱祐槢、朱祐橙、朱祐樿、朱祐欘、朱祐棿等子。其中次子及朱祐椫，朱祐欘早逝，其他都被废为庶人。朱见潚的女儿铜陵郡主、绩溪郡主并仪宾也一起坐罪被废为庶人。